# Lewis (motorfiets)
| De Lewis uit 1910 had waterkoeling…. |
| ...met de radiateur voor in de tank  |

Lewis is een Australisch historisch merk van motorfietsen.
Deze werden geproduceerd door Vivian Lewis Limited, Lewis Cycle Works, Adelaide van 1902 tot 1920.
Lewis produceerde motorfietsen met inbouwmotoren van Stevens (later AJS), Minerva, Precision, JAP en Villiers, maar ook met eigen, watergekoelde, motoren.